# Zaire ebolavirus Makona
Zaire ebolavirus Makona (o Ebola virus Makona, o Ebola virus variante Makona) è una variante del virus Ebola della specie Zaire ebolavirus.
La variante Makona ha causato l'epidemia di febbre emorragica di Ebola in Africa occidentale del 2014, caratterizzata dal periodo più lungo di trasmissione da uomo a uomo del virus.